# تائی‌یوان ۲۵۱۴
سیارک ۲۵۱۴ (به انگلیسی: 2514 Taiyuan، نامگذاری:1964TA1) دو هزار و پانصد و چهاردهمین سیارک کشف شده‌است که در ۸ اکتبر ۱۹۶۴ کشف شد.
قدر مطلق سیارک برابر ۱۲٫۹۰ است.